# ハメンクブウォノ9世
ハメンクブウォノ9世（Hamengku Buwono IX 、1912年4月12日-1988年10月1日）は、スハルトの治世下のジョクジャカルタ特別州知事、ジョクジャカルタの9代目スルタンおよびインドネシア共和国建国後2番目の副大統領である。ハムンクブウォノ9世とも表記される。4人の妻と19人の子に恵まれていた。

## 生い立ち
ハメンクブウォノ8世がまだ皇太子の時代に妃のランディンアジェンクスティラとの間にジョクジャカルタ特別州ンガセム、ソンピランに生まれた。3歳の時に父がスルタンになると同時に皇太子となる。4歳の時にオランダの家庭に預けられ、1931年、オランダのライデン大学に入学し、インドネシアの研究と経済学を専攻し、1939年にインドネシアに戻った。

## スルタンとして
1939年10月の父のハメンクブウォノ8世の死によって、1940年3月18日に即位式によって王位に就いた。 彼の正式名は「Sampeyan Dalem Ingkang Sinuwun Kanjeng Sultan Hamengkubuwono Senopati Ing Alogo Ngabdurrakhman Sayidin Panotogomo Kholifatullah Ingkang Kaping Songo」である。 彼は戴冠式のスピーチで、自分自身の源はジャワにあるとし、西洋の教育を味わってもいつまでもジャワ人だと語った。
彼の治世は、その見識により民主的に改革された。たとえば、村長へはより多くの権利を譲渡、法廷も近代的に管理された。また、伝統的な式典についても時代遅れと考えるものは廃止した。

## インドネシア独立戦争
1945年8月17日、インドネシアは独立宣言の直後から、自身の直轄領をインドネシアに併合することを自ら宣言し、ハメンクブウォノ9世は分家のパクアラム8世とともにインドネシア独立戦争をサポートした。ジョクジャカルタを臨時首都とし、財政的に援助を行った。そして、ジョクジャカルタの知事として、パクアラム8世は副知事となり、さらにジョクジャカルタはスルタン領（特別州）として王族制終身知事の存続を認められた。また、ハメンクブウォノ9世はジョクジャカルタの軍隊をも指揮し、1945年から1949年まで大臣を兼任した。
しかし、オランダは再植民地化を目指し戻ってきた。ハメンクブウォノ9世はオランダへの抵抗に心骨を注ぐ。1946年に、インドネシアの中心をジョクジャカルタとし、スルタンは新政府に資金援助をした。そして、最初にインドネシアがオランダ政府との和平への解決策を模索した時にスルタンはインドネシア代表団の一員として交渉についた。
しかし、1948年12月21日に事態は悪い方に向かった。オランダは、第2次軍事行動を起こし、ジョクジャカルタを占領し、初代大統領スカルノと副大統領のハッタを逮捕した。しかし、オランダは民心のあるスルタンを倒す勇気はなかった。そして、ハメンクブウォノ9世はジョクジャカルタを去らず、知事であり続けた。

## 3月1日の攻勢
1949年初頭、ハメンクブウォノ9世は、世界にインドネシアがまだ健在であることを誇示する為、攻勢に出ること、降伏の用意がないことを示すことが必要だと考えた。そして、これがインドネシアの独立心を世界に示し、国際的に合法性を与えるものであると考えた。
1949年2月、ハメンクブウォノ9世は会議を開き、司令官にスハルト中佐を選出し、攻勢の為の準備をし、ゲリラ戦術でジョクジャカルタにあるオランダ軍を攻撃することとした。
3月1日午前6時、スハルトが指揮する軍は、攻勢をスタートさせた。軍の司令部はハメンクブウォノ9世の宮殿を隠れみのに使われた。ジョクジャカルタの中心部を6時間だけ占領し、最終的に退却するまで軍は指揮系統を維持した。この行動を「暁の攻撃」という。そして、インドネシアの独立心の現われを見て、国連が動き出した。

## インドネシア政府に奉仕する
ついにインドネシア独立がオランダ政府により認められたのち、ジョクジャカルタ特別州知事の知事であることに加え、インドネシア政府の大臣になった。ハメンクブウォノ9世は、国防大臣（1949年 - 1951年と1953年）、副首相（1951年）、観光大臣（1966年）などを歴任。また、これに加えて、インドネシア全国スポーツ委員会（コーニ）の会長および観光旅行後援者協議会の会長も務めた。

## スカルノからスハルトの時代へ
9月30日事件（G30S）が起り、ハメンクブウォノ9世は事件当日の朝、ジャカルタでまだわかっていないスカルノ大統領の行方について連絡が入った。しかし、この時点でスハルトの周辺では、スカルノの所在を把握していなかった。ハメンクブウォノ9世に暫定的な政府を作るよう提案するが彼はこの提案を拒絶した。そして、このことを伝える為スカルノの妻のうちの1人と連絡をとった。
1966年3月になりスハルトが大統領となるとハメンクブウォノ9世はアダム・マリクとともに、スカルノの方針により三頭政治を行うことを了承した。ハメンクブウォノ9世は、経済、財政、および産業大臣に任命された。彼は1973年までこの職責を果たすこととなる。

## 副大統領就任
1956年12月、モハマドハッタが副大統領を辞任して以来、スカルノ政権時代、そして、スハルトが大統領に就任してからも空席であったが、1973年3月、ハメンクブウォノ9世は、2代目の副大統領に選出された。
彼は国民に絶大な人気があり、軍人ではなく文民であった為、スハルトは軍隊を背景にしているので、インドネシアを治める上で有利であると考えていた。1973年に公式に選出されるが、実際にはそれ以前もスハルトが外遊の際はリーダーシップを発揮し、事実上の"副大統領"であったといわれている。
やがてハメンクブウォノ9世は、スハルトの増大権威主義に幻滅した。それは、大統領への学生らの抗議は1978年2月に頂点に達していたが、スハルトは軍により大学の封鎖や本の発禁処分など言論を封じ込めてしまったからだ。
つまり、民主主義を信じた人として、ハメンクブウォノ9世は、スハルトがしたことを受け入れることができなかった。そして、1978年3月に副大統領の職を辞した。スハルトは続投を願ったが、表向きは健康上の理由ということで固辞している。

## スカウト運動
ハメンクブウォノ9世は、インドネシア独立以来、スカウト運動の世話役を続けた。そして、1968年にインドネシアスカウト連盟の理事長に選出された。1973年にスカウト運動の功績が認められブロンズ・ウルフ章 (Bronze Wolf Award)を世界スカウト委員会より授与された。

## 死去
1988年10月1日、ハメンクブウォノ9世は、アメリカのジョージ・ワシントン大学メディカル・センターで死に、インドネシアでは国葬とされ、300万人もの人々が葬式に参列した。そして、イモギリ王家墓地（ジョクジャカルタの南12km）に葬られた。ジョクジャカルタのスルタンの宮殿（クラトン）には彼の遺品を納めた博物館がある。また、愛国者としてインドネシアの英雄の称号を授与された。彼の後は、息子のRaden Mas Herdjuno Darpitoが継いだ。スルタンに即位しハメンクブウォノ10世となった。

## 趣味
武侠映画や小説のファンだった。また、彼は調理の趣味もあり、閣僚を含み非公式に料理クラブを率いていた。